# Марк Ефески
Марк Ефески е епископ на Константинополската православна църква, митрополит на Ефес, православен богослов, участник във Фераро-Флорентинския събор, оставайки единственият от източните епископи който не приема флорентинската уния.
През 1734 г. е канонизиран за светец по предложение на вселенския патриарх Серафим I Константинополски, паметта му се почита на 19 януари (според Юлианския календар).

## Биография
Баща му е дякон и сакеларий на църквата Света София (Константинопол), а майка му е дъщеря на лекар. От млад Марк е сред почитателите на исихазма. Прави впечатление и византийският император Мануил II Палеолог го взима за свой съветник. Следващият император Йоан VIII Палеолог още повече цени Марк и последния става ефески митрополит през 1437 г. и като такъв е член на византийската делегация за сключването на унията във Флоренция. Марк остава до последно на православната позиция за филиоквето, т.е. Духът и вярата произлизат само от Бащата, но не и от Сина (Рим) и унията пропада.
Патриарх Йосиф II Константинополски умира по време на събора и на Марк е предложено да заеме патриаршеската катедра, но той отказва. Приема я послушникът Митрофан II Константинополски. Заради твърдата си антиуниатска позиция е заточен на Лемнос през 1441/42 г. но това не го пречупва, и остава в здрава опозиция и срещу новият вселенски патриарх Григорий III Мама.
Умира малко преди битката при Варна, след като е приел при схимата името на евангелист Марк, т.е. на носителя на Божието слово на латините.